# Alexandre Czerniatynski
Alexandre Czerniatynski (* 28. Juli 1960 in Charleroi) ist ein ehemaliger belgischer Fußball-Stürmer und -trainer.
Bis April 2009 war er Trainer von KSK Beveren. Er spielte erfolgreich für Sporting Charleroi, Royal Antwerpen, den RSC Anderlecht, Standard Lüttich, erneut Royal Antwerpen, KV Mechelen, Germinal Beerschot Antwerpen und den RFC Lüttich. Czerniatynski bestritt 31 Spiele für die belgische Fußballnationalmannschaft. Er war Teil der Mannschaft, als Royal Antwerpen sein letztes Europapokalfinale 1993 gegen den FC Parma bestritt und als der RSC Anderlecht jeweils seine beiden letzten Finals 1983 und 1984 bestritt. Czerniatynski war auch in der belgischen Mannschaft bei den Fußball-Weltmeisterschaften 1982 und 1994, sowie bei der Fußball-Europameisterschaft 1984, bei der er aber kein einziges Spiel bestritt.